# Handeliinae
Handeliinae es una subtribu perteneciente a la subfamilia Asteroideae de la familia Asteraceae.

## Descripción
Las especies de esta subtribu son  anuales o perennes, con habitus tanto de herbáceas como de arbustos. Las hojas están dispuestas de forma alterna y tiene una lámina 3-4 - pinnosecta o 1-2 pinnada. Las inflorescencias son capítulos solitarios agrupados en corimbos. También están presentes las inflorescencias de tipo mazorca ( Lepidolopsis ). La estructura de las cabezas es típico de la familia Asteraceae : un pedículo soporta una carcasa semiesférica, esférica o ob cónica compuesta de diferentes escalas (o brácteas ) dispuestas en varias series (2 a 4) que sirven como protección para el receptáculo hemisférico (desnudo o lanoso) en el que se encuentran dos tipos de flores: las externas que son radiantes y liguladas femeninas (o estériles) y las del disco interno tubulares y hermafroditas. La corola tiene generalmente cinco lóbulos (4 o 6 lóbulos Lepidolopsis) en algunos géneros es peluda (Tanacetopsis , Trichanthemis , Xylanthemum). Las frutas son aquenios cilíndricos o cónicos con sección transversal circular o elíptica. Los lados con 4 a 10 costillas. 

## Distribución y hábitat
Las especies de este grupo se distribuyen solo en Asia.

## Géneros
La subtribu comprende 10 géneros y 64 especies:
- Allardia Decne. (8 spp.)
- Handelia Heimerl (1 sp.)
- Lepidolopsis Poljakov (1 sp.)
- Microcephala Pobed. (5 spp.)
- Pseudohandelia Tzvelev (1 sp.)
- Richteria Kar. & Kir. (6 spp.)
- Sclerorhachis (Rech. f.) Rech. f. (4 spp.)
- Tanacetopsis (Tzvelev) Kovalevsk. (21 spp.)
- Trichanthemis Regel & Schmalh. (9 spp.)
- Xylanthemum Tzvelev (8 spp.)